# Carlos Colla
Carlos de Carvalho Colla (Niterói, 5 de agosto de 1944 ― Rio de Janeiro, 13 de janeiro de 2023) foi um compositor e produtor musical brasileiro.
Foi autor de mais de duas mil músicas gravadas.

## Biografia
Filho de imigrante italiano, Carlos Colla desde muito jovem interessou-se por música. Aos 14 anos mudou-se com a família para Teresópolis, região serrana do Rio, onde conheceu e fez amizade com o violonista Alfredo Pessegueiro do Amaral e Franklin de Almeida Lima, amigo e compositor local. Com essa idade começou a compor. Foi em Teresópolis, que recebeu sua primeira oportunidade de emprego feita pelo radialista Bandeira Júnior. O radialista que era muito popular na região, foi o primeiro a observar, e apostar efetivamente no talento de Carlos.
Na sua infância viveu com seus pais na comunidade de Tapera distrito de Trajano de Moraes, cidade do interior do Rio de Janeiro, onde seu pai o Dr. Colla era engenheiro na construção da Hidrelétrica de Macabú. A Tapera foi e é palco de muitas canções do Carlos, uma delas é "Fogão de Lenha" música que conta um pouco de sua infância.
Teve dois filhos no primeiro casamento, Carlos Camara de Carvalho Colla e Daniela Camara Colla, e, do relacionamento de dois anos e meio com a Miss Brasil Marisa Fully Coelho, uma filha, Laura Colla.
Dos filhos, apenas Daniela Colla seguiu carreira artística, iniciada em 1990, interpretando músicas dos Beatles, acompanhada pelo tecladista Dyll. Em seguida, apresentou-se no projeto “Filhos de peixe”, realizado no Jazzmania (RJ). Hoje é cantora, compositora e produtora. Tambem formou-se em Direito pela Universidade Candido Mendes e atua como advogada na área de direito autoral.
Durante anos, Carlos Colla custeou os estudos se apresentando nas noites do Rio, até ser convidado por Maurício Duboc para participar do conjunto musical O Grupo.

### Compositor de Roberto Carlos
Iniciou a carreira artística nos anos 70, como guitarrista da banda O Grupo. Foi numa apresentação do conjunto O Grupo no Canecão que Carlos Colla e Roberto Carlos se conheceram. Acompanhado de Maurício Duboc, Colla foi pedir ao Rei uma música e, prontamente, Roberto Carlos respondeu: "tudo bem, desde que vocês façam uma pra mim".
Carlos Colla se entregou ao desafio de corpo e alma e compôs com Maurício as músicas "A Namorada" e "Negra", que Roberto Carlos gravou em 1971 e 1972 respectivamente. Nascia o compositor e a parceria de grandes sucessos, Colla e Duboc. Roberto Carlos gravou 17 composições da dupla. Desde então, Carlos Colla figura entre os compositores preferidos do Rei, com mais de 40 sucessos gravados por ele.
Em 1977, Roberto Carlos explodia nas rádios com mais uma composição de Carlos Colla, o sucesso "Falando Sério". A repercussão foi tamanha que, tempos depois, "Falando Sério" seria gravada por inúmeros artistas, em vários idiomas.

### De advogado a poeta
Em 1974, Carlos Colla graduou-se bacharel em Direito. Durante dez anos, exerceu a carreira de advogado, mas não abandonou a música e tampouco parou de compor as canções encomendadas pelo mais importante intérprete brasileiro, Roberto Carlos.
No ano de 1980, Carlos Colla trabalhava na OAB do Rio de Janeiro e presenciou a explosão da carta-bomba, episódio que marcou a história política do Brasil e também assinalou o fim de sua carreira advocatícia.

### Música
A partir de 1980, com outros parceiros, entre os quais Chico Roque ("Sonho por Sonho", que ganhou o Brasil nas vozes de Leandro & Leonardo; "Meu vício é você" e "Delírios de amor", de Alcione, em 1987 e 1993; com Chitãozinho & Xororó "Meu disfarce", de 1986, música gravada por Fafá de Belém dois anos depois, e "Fogão de lenha", de 1987), e "Solidão", de Sandra de Sá em 1986); Marcos Valle (“Bye Bye Tristeza”, sucesso na voz de Sandra de Sá; "Será", canção gravada por Fafá de Belém em 1989; e "Taras e manias", hit de Elymar Santos em 1990), Elias Muniz ("Você vai ver", propagada em escala nacional, em 1994, nas vozes de Zezé Di Camargo & Luciano) e Ed Wilson, compôs para cantores de outros gêneros musicais, como sambistas e sertanejos.
Em 1984, Carlos Colla produziu a vinda ao Brasil do Menudo. Foi ele o responsável pelas versões em português de hits da banda porto-riquena, que ajudaram a emplacar o grupo entre um público brasileiro até então bastante reativo a canções pop em espanhol. Um exemplo é "Hoje a Noite Não Tem Luar”, versão da original “Hoy Me Voy Para México”.
Em 1990, o compositor viu o ídolo do Flamengo, Júnior, gravar uma canção do seu repertório.
Carlos Colla emplacou vários sucessos e produziu muitos artistas, dentre os quais, o cantor mexicano Luis Miguel.
Como intérprete, gravou suas composições em dois trabalhos: um LP, pela gravadora Som Livre, e um CD, pela Transcontinental. Em 2009 lançou seu primeiro DVD 50 Anos de Música, pela Diamond, onde comemora seus 50 anos de carreira e seus grandes sucessos.
Até hoje, intérpretes, grupos musicais, bandas e inúmeras duplas sertanejas, gravam canções de Carlos Colla.

### Morte e homenagem póstuma
Carlos Colla morreu em 13 de janeiro de 2023, aos 78 anos. Ele estava internado no Hospital Copa Star, da Copa Star, da Rede D'Or, no bairro carioca de Copacabana, onde passou por uma cirurgia para tratar dois aneurismas da aorta abdominal. Segundo o filho, Carlos Colla Jr., o pai teve uma parada cardiorrespiratória, fruto de uma pneumonia e insuficiência renal.
Um decreto municipal da cidade do Rio de Janeiro criou a Praça Carlos Colla, sendo publicado no Diário Oficial do Município no dia 5 de setembro de 2023, após aprovação da Comissão Carioca de Nominação dos Logradouros e Equipamentos Públicos, vinculada à Secretaria Municipal de Planejamento Urbano. As placas de nomenclatura da nova praça foram instaladas dois meses depois, no bairro de Laranjeiras; a praça fica entre as ruas Aparício Borges e Cardoso Júnior.

## Obra

### Composições Gravadas por Roberto Carlos
| Nº  | Título                   | Composição                                                        | Ano  |
| --- | ------------------------ | ----------------------------------------------------------------- | ---- |
| 1.  | A Namorada               | Maurício Duboc-Carlos Colla                                       | 1971 |
| 2.  | Negra                    | Maurício Duboc-Carlos Colla                                       | 1972 |
| 3.  | Sonho Lindo              | Maurício Duboc-Carlos Colla                                       | 1973 |
| 4.  | Existe Algo Errado       | Maurício Duboc-Carlos Colla                                       | 1975 |
| 5.  | Comentários              | Maurício Duboc-Carlos Colla                                       | 1976 |
| 6.  | Falando Sério            | Maurício Duboc-Carlos Colla                                       | 1977 |
| 7.  | Mais Uma Vez             | Maurício Duboc-Carlos Colla                                       | 1978 |
| 8.  | Me Conte a Sua História  | Maurício Duboc-Carlos Colla                                       | 1979 |
| 9.  | Passatempo               | Maurício Duboc-Carlos Colla                                       | 1980 |
| 10. | Doce Loucura             | Maurício Duboc-Carlos Colla                                       | 1981 |
| 11. | Quantos Momentos Bonitos | Maurício Duboc-Carlos Colla                                       | 1982 |
| 12. | A Partir Desse Instante  | Maurício Duboc-Carlos Colla                                       | 1983 |
| 13. | As Mesmas Coisas         | Maurício Duboc-Carlos Colla                                       | 1984 |
| 14. | Da Boca Pra Fora         | Maurício Duboc-Carlos Colla                                       | 1985 |
| 15  | Você Na Minha Mente      | Carlos Colla-Lincoln Olivetti-Robson Jorge-Mauro Motta            | 1985 |
| 16. | Eu Sem Você (1)          | Maurício Duboc-Carlos Colla                                       | 1986 |
| 17. | Ingênuo e Sonhador       | Maurício Duboc-Carlos Colla                                       | 1987 |
| 18. | Como as Ondas do Mar     | Marcos Valle-Carlos Colla                                         | 1988 |
| 19. | Se o Amor Se Vai         | Roberto Livi-Bebu Silvetti-Roberto Carlos-Carlos Colla            | 1988 |
| 20. | Em Sem Você (2)          | Mauro Motta-Carlos Colla                                          | 1988 |
| 21. | Se Você Me Esqueceu      | Roberto Livi-Carlos Colla                                         | 1989 |
| 22. | Se Você Pretende         | Mauro Motta-Carlos Colla                                          | 1989 |
| 23. | Um Mais Um               | Gilson-Carlos Colla                                               | 1990 |
| 24. | Se Você Quer             | Roberto Livi-Alejandro Vezzani Adapt. Roberto Carlos-Carlos Colla | 1991 |
| 25. | Não Me Deixe             | Marcos Valle-Carlos Colla                                         | 1991 |
| 26. | Pra Ficar Com Você       | Mauro Motta-Carlos Colla                                          | 1995 |
| 27. | Como Eu Te Amo           | Mauro Motta-Carlos Colla                                          | 2003 |

### Composições (seleção)
- "Sonho Por Sonho" (parceria com Chico Roque), José Augusto, Leandro e Leonardo
- "Falando sério" (parceria com Maurício Duboc), Roberto Carlos
- "Vidro Fumê" (parceria com Kaliman Chiappini), Ricky Vallen, Bruno & Marrone
- "Bijuteria" (parceria com Chico Roque), Bruno e Marrone, Christian & Ralf
- "Pra te dar Felicidade" (parceria Kely Reinttz) - Alcione
- "Dança do Côco", Xuxa
- "Hoje a noite não tem luar" - Menudo; Legião Urbana
- "Daqui prá frente" (parceria com Maurício Duboc), Vanusa
- "Cortinas" (parceria com Fred Falcão), Vanusa
- "Eu quero mais" (parceria com Lilian Knapp), Sandy & Junior
- "Pra que mentir" (parceria com Marcos Valle), Erasmo Carlos
- "Mel na minha boca" (parceria com Nenéo), Grupo Desejos
- "Você vai voltar pra mim" (parceria com Augusto César), Só Pra Contrariar
- "Meu disfarce" (parceria com Carlos Roque), Fafá de Belém, Chitãozinho & Xororó
- "Anoiteceu" (parceria com Mauro Motta), Fafá do Belém
- "Querer é Poder", José Augusto e Xuxa
- "Sinto muito" (parceria com Chico Roque), Wanderléia
- "Tô deixando você" (parceria com Chico Roque), Chitãozinho e Xororó
- "Na hora do adeus" (parceria com Chico Roque e Matogrosso), Matogrosso & Mathias
- "Orgulho não leva a nada" (parceria com Michael Sullivan), The Fevers
- "Maior que eu" (parceria com Michael Sullivan), Michael Sullivan
- "Doces algemas" (parceria com Nenéo), Wanderley Cardoso
- "Avenida paulista" (parceria com Gilson), Wanderley Cardoso
- "Eu quero ter felicidade" (parceria com Peninha), José Daniel Camillo
- "Um gato que vai" (versão de "Un gatto nel blu"), José Daniel Camillo
- "Sotaque do Interior" (parceria com Kely Reinttz), Alex & Gabriel
- "Solidão" (parceria com Chico Roque), Sandra de Sá
- "Ping Pong", Mc Vesga
- "Mãe, um pedaço do Céu" (parceria com Ed Wilson), Leonardo Sullivan; Agnaldo Timóteo
- "Jogo sujo", Claudia Barroso
- "Sonho lindo" (parceria com Maurício Duboc), Roberto Carlos
- "Um degrau na escada" (parceria com Marcelo Faria "Marcelão", Sérgio Knust e Zé Henrique), Chico Rey e Paraná; Calcinha Preta; Leonardo e Eduardo Costa
- "A Orquestra dos Bichos" (parceria com Chico Roque), Trem da Alegria, Xuxa, Eliana, Patati Patatá

### Composições (Gospel)
| Cantor           | Canção                   | Composição                       |
| ---------------- | ------------------------ | -------------------------------- |
| Marcelo Crivella | Coração a coração        | M. Sullivan/C. Colla/M. Crivella |
| Marcelo Crivella | Cura Jesus               | M. Sullivan/C. Colla             |
| Marcelo Crivella | Passaporte para o céu    | M. Sullivan/C. Colla             |
| Marcelo Crivella | Abra os olhos            | M. Sullivan/C. Colla             |
| Marcelo Crivella | Obreiros do Senhor       | M. Crivella/C. Colla             |
| Marcelo Crivella | Um grande amor           | M. Crivella/C. Colla             |
| Marcelo Crivella | Eu gosto tanto de você   | M. Crivella/C. Colla             |
| Marcelo Crivella | Justiça                  | M. Crivella/C. Colla             |
| Marcelo Crivella | Ao pé da Cruz            | C. Colla                         |
| Marcelo Crivella | Um sonho maior           | M. Crivella/C. Colla             |
| Gerson Cardozo   | Um amor tão grande assim | M. Sullivan/C. Colla             |
| Leonor           | Espirito Santo           | M. Crivella/C. Colla             |
| Marco Aurélio    | Eu te agradeço           | M. Duboc/C. Colla                |
| J. Neto          | Condições                | M. Sullivan/C. Colla             |